# Harvey Harrison
Harvey Harrison (* 16. Oktober 1944 in Kensington, London) ist ein britischer Kameramann.
Harrison hat als Kameramann vor allem für das Fernsehen gearbeitet und zwar für eine Vielfalt von Formaten, wie Dokumentationen, Sport- und Musiksendungen sowie für Serienproduktionen und für Werbefilme. Er war für die Dokumentation von zwei Olympischen Spielen, von Formel I-Rennen und Fußballweltmeisterschaften engagiert, hat zwei Emmys und die renommierte Arri Golden Camera gewonnen.
Harrison ist Mitglied der British Society of Cinematographers, deren Präsident er von 1992 bis 1994 war sowie der Guild of British Camera Technicians

## Auszeichnungen
Harrison wurde 1977 und 1980 mit den Sports Emmy Awards für Individual Achievement in Sports Programming – Cinematography der 21. Olympischen Spiele, Montreal 1976 und der 13. Olympischen Winterspiele, Lake Placid 1980, ausgezeichnet. 1976 wurde er für den Primetime Emmy Award – Outstanding Individual Achievement in Sports Programming nominiert.
1994 erhielt er den Arri Golden Camera Award.

## Filmografie (Auswahl)
- 1971: Die herrlichen sieben Todsünden (The Magnificent Seven Deadly Sins)
- 1975: Never Too Young to Rock
- 1975: Side by Side
- 1981: Brennende Rache (The Burning)
- 1981: Der Schlächter Idi Amin (Rise and Fall of Idi Amin)
- 1983: Cheech & Chong – Jetzt raucht gar nichts mehr (Still Smokin)
- 1984: Cheech & Chong – Weit und breit kein Rauch in Sicht (Cheech & Chong’s The Corsican Brothers)
- 1986: Castaway – Die Insel (Castaway)
- 1987: Dark Paradise (American Gothic)
- 1987: Aria
- 1988: Salomes letzter Tanz (Salome’s Last Dance)
- 1990: Hexen hexen (The Witches)
- 1997: Speedrider – Die Jagd nach dem Wunderauto (RPM)
- 2010: Gejagt – Auf Leben und Tod (Tracker)